# Piero Manzoni
Piero Manzoni (Soncino, 13 de julio de 1933-Milán, 6 de febrero de 1963) fue un artista italiano conocido por su enfoque irónico respecto al arte conceptual. Manzoni defendía que cada acto y producto que crea el cuerpo de un artista es una obra de arte en sí, tanto si produce un cuadro como sus propios excrementos.

## Biografía
Piero Manzoni di Chiosca e Poggiolo, conocido como Piero Manzoni, nace el 13 de julio de 1933 en Soncino, Italia, en una familia noble. Su padre, Egisto Manzoni, era el conde de Chiosca y Poggiolo y su madre, Valeria Meroni, provenía también de una conocida familia de Soncino.
Comenzó a aprender a pintar de forma autodidacta a la edad de diecisiete años. Sus primeras obras consistían en paisajes tradicionales y cuadros figurativos. Muchas de estas piezas fueron posteriormente destruidas por el propio artista. Conoció, gracias a la posición social de su familia, al artista fundador del espacialismo, Lucio Fontana, en sus primeros años como adulto en Albisola, lugar donde Manzoni veraneaba junto a su familia.
Tras realizar sus primeros cuadros paisajísticos y figurativos, comenzó en la década de los cincuenta a cuestionar el academicismo y a experimentar con nuevos materiales. Debutó en 1956 en la "Quarta Fiera Mercato. Mostra d’Arte Contemporanea" con las obras Papillon Fox y Domani chi sa. Participa ese mismo año también en el "Premio di Pittura San Fedele" en Milán. En diciembre, firma junto a otros artistas el manifiesto "Per la scoperta di una zona di immagini".

"El cuadro es nuestra área de libertad; es en este espacio que nosotros vamos al descubrimiento, a la invención de las imágenes".
Camillo Corvi-Mora, Piero Manzoni, Ettore Sordini, Giuseppe Zecca, "Per la scoperta di una zona di immagini", 1956

En 1957, publica el manifiesto "El arte no es verdadera creación", firmado junto a Ettore Sordini y Angelo Verga. Tras su visita a una exposición en la que presenció la obra de Yves Klein, Manzoni creó la primera pieza de su serie de obras Achromes, obras carentes de color inspirado por la monocromía de las obras de este. Cada una de sus Achromes fue creada con diferentes materiales y texturas como algodón, paja y plástico, a las que se refería como "la carne viva". En octubre participa en la "Mostra del Movimento d’Arte Nucleare" con el Movimiento Nucleare, al que se unió a través de su relación con Lucio Fontana. Este movimiento, fundado en 1951 por Enrico Baj, creaba arte relacionado con la aplicación incorrecta de la tecnología nuclear.
En 1958 participa junto a Lucio Fontana y Enrico Baj en una exposición llamada "Fontana, Baj, Manzoni" en la Galleria Bergamo. De abril a mayo la Galleria Pater de Milán le dedica una exposición monográfica. Ese mismo año participa en la publicación del periódico del Movimiento Nucleare y expone junto a Agostino Bonalumi y Enrico Castellani y varios artistas miembros del Movimiento Nucleare en la Galleria Pater y la Galleria del Prisma.
En 1959 expone de nuevo junto a Bonalumi y Castellani en la Galleria del Prisma y en la Galleria Appia Antica. Sus obras Achromes reciben este nombre al ser por primera vez denominadas "superfici acrome" en una muestra en Bar La Parete. En julio, participa en una exposición del Grupo Zero, grupo de artistas fundado por Heinz Mack y Otto Piene que quería establecer un nuevo concepto de arte proclamando la hora cero para el arte alemán de posguerra. Piene lo describió como "una zona de silencio y de posibilidades puras para un nuevo comienzo". Este mismo año participa también en la exposición "Dinamo 1". En agosto, presenta sus primeras Líneas ("Linee"), obra que crea haciendo girar un rollo de papel mientras posa un pincel sobre él, dejando su huella, en la Galería Pozzetto Chiuso de Albisola Marina. Junto a Bonalumi y Castellani funda la revista Azimuth, cuyo primer número fue publicado con ocasión de la Galería Azimut, en Milán, dirigida por Manzoni y Castellani.
Con la exposición en la Galería Azimuth "La nuova concezione artistica", en 1960, se publicó el segundo y último número de la revista Azimuth. La exposición contaba con obras de Kilian Breier, Enrico Castellani, Oskar Holweck, Yves Klein, Heinz Mack, Piero Manzoni y Almir Mavignier. Participa en la exposición "Miniorama 1" junto con el Grupo T, precursores del arte programado y del uso de dispositivos tecnológicos para la generación de movimiento permanente, cuyos integrantes se presentan juntos por primera vez en esta. Manzoni presenta una de sus Líneas con motivo de este evento. El mismo año crea sus primeros Cuerpos de aire, pieza que consistía en una caja de madera, un trípode, un globo blanco y una boquilla para inflarlo. El globo podía ser hinchado por el comprador del kit, del que se produjeron 45 unidades, por el propio Manzoni. Éstas fueron expuestas en la galería Azimuth en mayo. Este mismo año crea en Copenhague una nueva obra, en la que firmó huevos duros dejando la impresión de la huella de su pulgar impregnada de tinta. Continuó desarrollando esta obra en Milán, con una acción llamada "Consumo de arte dinámico por el público, devorar el arte" ("Consumazione dell’arte dinamica del pubblico divorare l’arte"). En esta performance, de una duración de setenta minutos, Manzoni hervía los huevos que, una vez duros, firmaba dejando la impresión de su pulgar y entregaba al público para que los ingiriera. Un total de 150 huevos fueron consumidos entre el público y el artista. La acción ritual fue documentada mediante fotografías y vídeos. Esta obra planteaba una nueva relación entre el público y el arte. En la misma línea, también vendía fotocopias de la impresión de su huella dactilar.
En 1961, expuso junto a Castellani en la galería La Tartaruga, en Roma, donde crea su obra Esculturas vivientes, en la que firmaba cuerpos de personas, convirtiéndolas así en obras de arte. Entre ellas se encontraban Marcel Broodthaers, Umberto Eco, Emilio Villa y Henk Peeters. Los asistentes firmados recibieron certificados de autenticidad.

Piero Manzoni murió a causa de un infarto de miocardio en su estudio de Milán en 1963.

## Obras notables

### Mierda de artista

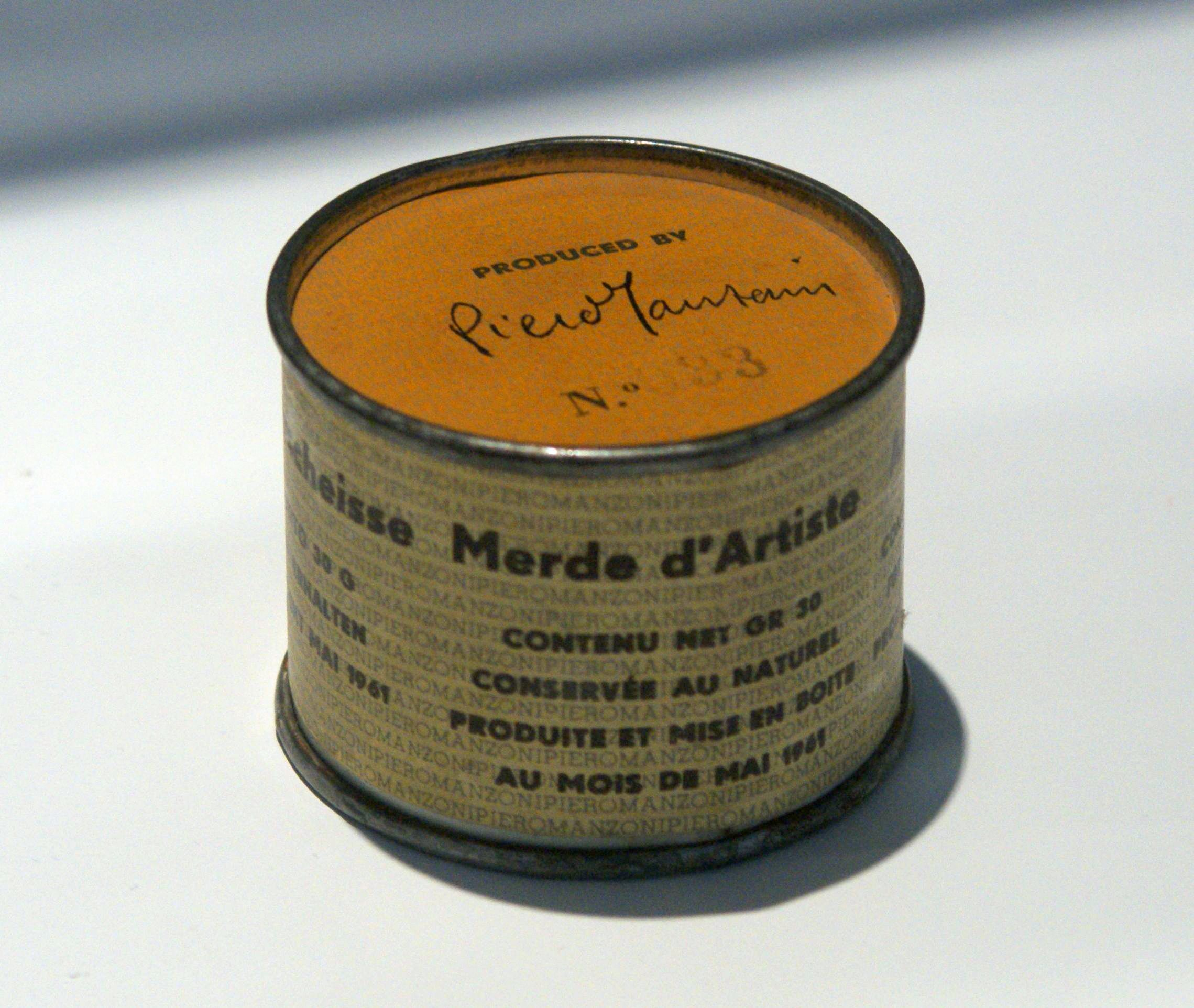
Piero Manzoni - Merda D'artista (1961)

Mierda de artista (Merda d'artista en italiano) es el título de una obra del polémico artista, expuesta por primera vez el 12 de agosto de 1961 en la Galleria Pescetto, de Albissola Marina, Italia. Se trata de una mordaz crítica del mercado del arte, en el que la simple firma de un artista con renombre produce incrementos irracionales en la cotización de la obra. Consiste en 90 latas cilíndricas de metal de cinco centímetros de alto y un diámetro de seis centímetros y medio que contienen, según la etiqueta firmada por el autor, Mierda de artista. Contenido neto: 30 gramos. Conservada al natural. Producida y envasada en mayo de 1961. Este texto se encuentra escrito en el lateral de cada de ellas en diversos idiomas (inglés: Artist’s Shit, francés: Merde d’artiste, italiano: Merda d’artista, y alemán: Künstlerscheiße). Todas están además numeradas y firmadas en la parte superior.
Se pusieron a la venta al mismo valor que entonces tenían treinta gramos de oro, y hoy en día su precio alcanza cifras de cuatro y cinco dígitos en euros, en las pocas ocasiones en que alguna de ellas sale a la venta o a subasta, alcanzando la cifra más alta en una subasta de Milán, con 275 000 euros.
Pasados más de treinta años de la muerte del autor, su amigo Agostino Bonalumi reveló que las latas contienen sólo yeso, en un artículo publicado por el diario italiano Il Corriere della Sera. Sin embargo, parece que ninguna ha sido abierta, pues al hacerlo su valor disminuiría gravemente, por lo que se sigue especulando sobre su contenido.
Algunas de las latas se encuentran en reconocidas galerías de arte. Entre ellas se cuentan el Museu d’Art Contemporani de Barcelona, el centro Georges Pompidou de París, la TATE Gallery de Londres y el MOMA de Nueva York.

### Las Líneas
Las Líneas (Linee en italiano) son una colección de 68 obras creadas entre 1959 y 1961. En esta obra, Manzoni dibujó líneas continuas en rollos de papel que variaron en tamaño, y después fueron selladas dentro de tubos de cartón que mostraban la firma y la longitud de la pieza. Las líneas variaban en longitud, siendo la más corta de 1'76 metros y la más larga de 7200. La obra se encontraba sellada, y la intención del artista fue que no se abriera nunca. A pesar de esto, las tiras todavía se desenrollan ocasionalmente cuando se exhiben. El espectador no podía ver la obra directamente, sólo podía imaginarla. La pieza más representativa del concepto de esta serie es la Línea de largo infinito ("Linea di lunghezza infinita"), un cilindro de madera que contiene una línea que existe solo como concepto. Esta pieza muestra el lado conceptual de Manzoni, claramente parodiando el estance del arte y dándole un valor paradójico.

Aunque las Líneas están ocultas a la vista, sus etiquetas las identifican como eventos que ocurrieron en un momento determinado; son como piezas de evidencia que dan testimonio de la actividad del artista. Por lo tanto, el objeto de nuestra mirada no es un producto terminado, sino el remanente de un acto que ha ocurrido.
 Suzanne Cotter, Piero Manzoni, 1998

Las líneas de largo excepcional fueron una continuación de la misma colección en la que las líneas tomaban mayores dimensiones, la más grande siendo de 7,200 metros, y fueron contenidas en cilindros de metal para ser enterradas en unas de las ciudades más prominentes del mundo. Desafortunadamente, Manzoni falleció antes de completar este proyecto que tenía predeterminado hacer varias líneas de grandes largos que, al juntarlas, le fueran a dar la vuelta al mundo.